# جيسيكا كارتر
جيسيكا كارتر (مواليد 27 أكتوبر 1997) هي لاعبةكرة قدم وسط إنجليزية تلعب لتشيلسي .

## الحياة السابقة
عندما كانت شابة، قادت وارويك جونيورز إلى بطولة كأس المقاطعات .  وفي يونيو 2013 ، انضمت إلى أكاديمية برمنغهام سيتي . 

## مسيرتها

### النادي
في مارس 2014 في سن 16 ، ظهرت كارتر لأول مرة مع برمنغهام سيتي في مباراة ضد آرسنال من ربع نهائي دوري أبطال أوروبا للسيدات 2013-14 .

### العالمي
مثلت كارتر إنجلترا في منتخبي U19 و U20.    خلال أول ظهور لها لفريق إنجلترا تحت سن 19 عامًا، سجلت ضد النرويج.  تم استدعاء كارتر إلى فريق إنجلترا الكبير للتأهل ضد كازاخستان، وظهرت في المباراة، لتحل محل لوسي برونز، في الدقيقة 77 حيث فازت إنجلترا بنتجية 5-0. 

## الإحصائيات المهنية
| النادي          | الموسم          | الدوري          | الدوري  | الدوري  | كأس رابطة الدوري | كأس رابطة الدوري | كأس الاتحاد الإنجليزي | كأس الاتحاد الإنجليزي | كونتيننتال | كونتيننتال | مجموع   | مجموع   |
| النادي          | الموسم          | قطاع            | تطبيقات | الأهداف | تطبيقات          | الأهداف          | تطبيقات               | الأهداف               | تطبيقات    | الأهداف    | تطبيقات | الأهداف |
| --------------- | --------------- | --------------- | ------- | ------- | ---------------- | ---------------- | --------------------- | --------------------- | ---------- | ---------- | ------- | ------- |
| برمنغهام سيتي   | 2014            | FA WSL          | 12      | 0       | 2                | 0                | 2                     | 0                     | 4          | 0          | 20      | 0       |
| برمنغهام سيتي   | 2015            | FA WSL          | 14      | 0       | 7                | 0                | 2                     | 0                     | -          | -          | 23      | 0       |
| برمنغهام سيتي   | 2016            | FA WSL          | 16      | 0       | 4                | 0                | 1                     | 0                     | -          | -          | 21      | 0       |
| برمنغهام سيتي   | 2017            | FA WSL          | 7       | 0       | -                | -                | 0                     | 0                     | -          | -          | 7       | 0       |
| برمنغهام سيتي   | 2017-18         | FA WSL          | 18      | 1       | 3                | 0                | 2                     | 0                     | -          | -          | 23      | 1       |
| برمنغهام سيتي   | مجموع           | مجموع           | 67      | 1       | 16               | 0                | 7                     | 0                     | 4          | 0          | 91      | 1       |
| تشيلسي          | 2018–19         | FA WSL          | 13      | 0       | 6                | 0                | 2                     | 0                     | 3          | 0          | 24      | 0       |
| المجموع الوظيفي | المجموع الوظيفي | المجموع الوظيفي | 80      | 1       | 22               | 0                | 9                     | 0                     | 7          | 0          | 115     | 1       |

1. ↑  Includes the FA WSL Cup
2. ↑  Includes the FA Women's Cup
3. ↑  Includes the دوري أبطال أوروبا للسيدات

## روابط خارجية
- جيسيكا كارتر على موقع الاتحاد الأوربي (الإنجليزية)
- جيسيكا كارتر على موقع قاعدة بيانات كرة القدم.إي يو (الإنجليزية)
- جيسيكا كارتر على موقع ليكيب (الفرنسية)
- جيسيكا كارتر على موقع Soccerway.com (الإنجليزية)